# بيت الخياطي (المحويت)

تعديل مصدري - تعديل

بيت الخياطي هي إحدى قرى عزلة الوسط بمديرية المحويت التابعة لمحافظة المحويت، بلغ تعداد سكانها 439 نسمة حسب تعداد اليمن لعام 2004.